# ما یونون
ما یونون (انگلیسی: Ma Yunwen؛ زادهٔ ۱۹ اکتبر ۱۹۸۶) بازیکن والیبال اهل چین است.